# Школа эхо
«Школа эхо»,  (яп. 山びこ学校 ямабико гакко) — японский чёрно-белый фильм-драма, снятый в 1952 году режиссёром Тадаси Имаи. 

## Сюжет
Деревня Ямамото, уезд Мураяма, префектура Ямагата. Крестьянам этой глухой деревушки приходится тяжело трудиться, чтобы как-то существовать. Ученики средней школы часто пропускают занятия, помогая дома своим родителям. Учитель Мутяку принимает близко к сердцу дела своих бедных учеников. Под его руководством ученики собирают кору деревьев, чтобы продать её и на эти деньги устроить школьную экскурсию. Одну из учениц Мутяку родители продали в публичный дом. Мать другого ученика, Эйити заболевает и умирает, так и не показавшись врачу — на это у неё не было денег. Эйити бросает школу и начинает работать. Но одноклассники помогают Эйити обработать поле и дают ему возможность окончить школу. Ученики Мутяку решают издать сборник своих школьных сочинений «Локомотив». Жители деревни сначала протестуют — зачем рассказывать людям о своей бедности. Но учитель Мутяку говорит, что бедности не надо стыдиться, надо думать о том, как её искоренить. Общими усилиями был напечатан первый номер сборника.

## В ролях
- Исао Кимура — учитель Мутяку
- Эйдзи Окада — Сумура
- Нобуо Канэко — Тагути
- Сёдзи Кадзусава — Осаки
- Тамоцу Кавасаки — Кимура
- Ко Нисимура — Нитта
- Ёко Суги — Исобэ
- Осаму Такидзава — отец Мутяку
- Таниэ Китабаяси — мать Мутяку
- Яцуко Танъами — младшая сестра Мутяку
- Норико Хонма — мать Эйити
- Эйдзиро Тоно — дедушка
- Ёсиэ Минами — мать Кикуэ
- Дзюнкити Оримото — старший брат Васкэ
- Тайдзи Тонояма — отец Мэи
- Фудэко Танака — мать Мэи

## Премьеры
- — национальная премьера фильма состоялась 1 мая 1952 года[1].

## Награды и номинации
- Премия журнала «Кинэма Дзюмпо» (1954)

- Фильм выдвигался на премию «Кинэма Дзюмпо» в номинации за лучший фильм года, по результатам голосования занял 8-е место.